# Gangchen Tulku Rinpoche
(Tratto da «Oracolo di folle saggezza», di Lama Gangchen)
Lama Gangchen Tulku Rinpoche (Dakshu, 7 luglio 1941 – Verbania, 18 aprile 2020) è stato un monaco buddhista tibetano.

## Biografia

### Primi anni
Nato in una famiglia di contadini di Dakshu, un minuscolo villaggio della contea di Sa'gya, nel Tibet occidentale, fu chiamato Wangdu Gyelpo.
All'età di tre anni fu riconosciuto come la reincarnazione di Kacen Sapenla, celebre lama guaritore appartenente a un antico lignaggio di maestri reincarnati iniziato con Darikapa, uno degli ottantaquattro maggiori Mahāsiddha venerati in Tibet, e in cui figurano Zango Tashi, uno degli abati del Monastero di Tashilhunpo, residenza dei Panchen Lama, e molti lama che in vita ebbero rapporti stretti con gli stessi Grandi Eruditi. A cinque anni, Wangdu Gyelpo entrò dunque come novizio di scuola Gelug nel Monastero di Gangchen, distante dodici chilometri dal villaggio natio, ove fu ribattezzato Thinley Yarpel Lama Shresta.
I suoi principali maestri furono lama eminenti quali Song Rinpoce e, soprattutto, il XVII Trijang Rinpoce, personalità molto potete e rispettata in quanto insegnante del XIV Dalai Lama, da cui ricevette l'iniziazione di Dorje Shugden, spirito protettore dei Gelug. Tra le maggiori iniziazioni che ricevette figurano quelle di Yamantaka, Guhyasamaja, Heruka, Vajrayogini, e, soprattutto, quella di Bhaiṣajyaguru, il Bodhisattva della Medicina, in conformità alla sua preparazione quale futuro lama guaritore. Successivamente si trasferì a Tashilhunpo, distante quaranta chilometri da Dakshu, dove nel corso di un'antica cerimonia ricevette appena dodicenne l'importante titolo di kacen, normalmente conferito dopo circa venti anni di studi. Fino all'età di diciotto anni condusse gli studi di filosofia, meditazione, medicina e astrologia dividendosi tra Tashilhunpo e il Monastero di Sera, a Lhasa.
Con l'invasione del Tibet da parte della Repubblica Popolare Cinese, a cavallo degli Anni Cinquanta, Gangchen Tulku venne imprigionato e costretto ai lavori forzati analogamente a molti monaci e lama, oltre che nobili e gente comune. Nel 1963, tuttavia, raggiunse l'India, che dal 1959 dava asilo al Dalai Lama e al governo tibetano, dove completò i suoi studi in uno dei molti monasteri buddhisti riedificati all'estero per garantire la sopravvivenza del Buddhismo tibetano. Nel 1970 ricevette il titolo di Ghesce Rigram al Monastero di Sera, e in seguito lavorò come lama guaritore presso le comunità tibetane in India, Nepal e Sikkim, dove divenne medico dei Namgyal, la famiglia reale.

### L'insegnamento e i rapporti con l'Occidente
In quanto guaritore, nei suoi insegnamenti lama Gangchen pose fortemente l'accento sul concetto di guarigione, operando e trasmettendo la pratica del Buddha della Medicina. Produce peraltro due tipi di pillole energetiche e benedette, da usare in aggiunta ai mantra e alle preghiere e contenenti energia maschile e femminile, allo scopo di bilanciare e armonizzare l'energia interna.
Dal 1981 iniziò a viaggiare in tutto il mondo, Europa soprattutto, insegnando varie pratiche di meditazione e il mantra del Buddha Śākyamuni, oltre che i concetti legati all'educazione alla pace interiore e la cura dell'ambiente, guarendo e guidando vari pellegrinaggi nei luoghi sacri più importanti delle diverse religioni del mondo, dedicandosi peraltro ad un progetto di integrazione fra la medicina tibetana e l'allopatia.
Nel 1983 si stabilì permanentemente in Italia, risiedendo dapprincipio a Gubbio e poi a Milano, e iniziò a dare regolari insegnamenti in grandi centri come l'Istituto Lama Tzong Khapa di Santa Luce e il Ghe Pel Ling di Milano, divenendo molto popolare in Occidente. Incontrò Papa Giovanni Paolo II e Madre Teresa di Calcutta, e tra i suoi discepoli figurarono presto molte persone famose, tra uomini di spettacolo e insegnanti. Nel 1992 istituì la Lama Gangchen World Peace Foundation, organizzazione non governativa affiliata alle Nazioni Unite, da cui fu nominato Messaggero di pace. Nello stesso anno fondò la Onlus Help in Action, con lo scopo di aiutare le persone bisognose del Tibet attraverso le adozioni a distanza. Nel 1993 reinterpretò e fuse tra loro antiche tecniche tantriche di guarigione nel NgalSo, una forma di meditazione atta ad aprire i chakra bloccati dalle emozioni negative e a curare gli organi e le funzionalità fisiche ad essi collegate, preservando ad alto livello la salute fisica e mentale. Nello stesso anno ordinò monaco il dodicenne Michel Calmanowitz, in cui riconobbe la reincarnazione di Drubciok Ghiaual Sandrup, lama del Gangchen Chöpel Ling, importante monastero del Tibet fondato nel XV secolo, al tempo del I Dalai Lama da Pancen Zangpo Tashi, una delle precedenti incarnazioni dello stesso lama Gangchen, il quale lo mandò a studiare al Monastero di Sera, ove fu educato secondo la tradizione monastica tibetana, facendo di lui un lama, noto come lama Michel.
Nel 1995 fu invece promotore, sempre presso le Nazioni Unite, del progetto per l'istituzione di un Forum Spirituale Permanente a cui invitò i rappresentanti di tutti i movimenti spirituali e religiosi per contribuire alla realizzazione della pace nel mondo. Fondò inoltre la Lama Gangchen Peace Pubblication, con cui pubblica alcuni saggi spirituali.

### In Italia
Lama Gangchen è stato residente a Milano e a Bee, dove ha condotto le attività del Kunpen Lama Gangchen fondato nel 1989, dapprincipio come Istituto per la diffusione e lo studio della tradizione medica tibetana, della pratica e filosofia buddhista Mahayana Vajrayana. Presso il suo gompa si sono tenute regolarmente incontri con lama legati al culto di Dorje Shugden e sessioni della pratica meditativa NgalSo, trasmessa, secondo quanto lui stesso afferma, con la benedizione dei suoi maestri e di Dorje Shugden.
Ha impartito peraltro iniziazioni tantriche di Kalachakra, Yamantaka, Guhyasamaja, Heruka, Vajrayogini e Dorje Shugden, e dal 1987, in occasione del primo ritorno dopo lunghi anni di assenza, ha compiuto ogni anno ad agosto viaggi spirituali in Tibet e a Borobudur con lama Michel. Tali pellegrinaggi fanno spesso sosta per il Monastero di Tashilhunpo.
Muore presso l'ospedale Castelli di Verbania il 18 aprile 2020 all'età di 78 anni a causa del COVID-19.

## Opere
- Messaggero della Chiara Luce Lunare per la Pace nel Mondo
- Autoguarigione
- Realizzare la pace con l'ambiente
- Oracolo di autoguarigione
- Visioni di saggezza
- Oracolo di folle saggezza